# Џејмс Нортон
Џејмс Нортон (енгл. James Norton; Лондон, 18. јул 1985) британски је глумац. Познат је пре свега по својим телевизијским улогама опасног бившег робијаша Томија Ли Ројса у серији Срећна долина (2014—2016), свештеника Сиднија Чејмберса у Грантчестеру (2014—2016), сликара Данкана Гранта у костимираној мини-серији Живот у квартовима (2015) и кнеза Андреја Болконског у мини-серији Рат и мир (2016). Тумачио је мање улоге у награђавним филмовима Образовање (2009), Трка живота (2013), Лепотица (2013) и Господин Тарнер (2014).